# Marlon Moraes
Marlon Luiz Moraes (Nova Friburgo, 26 aprile 1988) è un ex lottatore di arti marziali miste brasiliano.
Combatteva nella divisione dei pesi gallo nella promozione statunitense UFC; in precedenza, dal 2014 al 2016, è stato campione di categoria nella WSOF.

## Carriera nelle arti marziali miste

### Inizi
Moraes inizia a praticare sport da combattimento all'età di sette anni con la muay thai, disciplina nella quale vincerà un paio di campionati nazionali; a quindici anni comincia anche con il jiu jitsu brasiliano e nel 2007 fa il suo esordio come professionista nelle MMA.
Nei primi anni come peso piuma dà sfoggio del suo ottimo striking ma evidenzia lacune nel grappling che gli costano due delle quattro sconfitte patite dal suo debutto fino al 2012: in cinque anni di militanza nella divisione fino ai 66 kg Moraes registrò un record personale di 7 vittorie, 4 sconfitte ed un pareggio.
Dopo aver traslocato negli Stati Uniti nel 2011 Moraes scese nella divisione dei pesi gallo e vinse il suo secondo incontro per la promozione Xtreme Fighting Championships per KO.

### World Series of Fighting
Nel 2012 Moraes venne messo sotto contratto dalla nuova organizzazione statunitense WSOF, la quale puntava a consolidarsi come una delle promozioni di riferimento nel panorama delle MMA nordamericane.
Il suo match di debutto con l'evento WSOF 1: Arlovski vs. Cole fu l'incontro che lo mise in luce a livello mediatico, in quanto sconfisse ai punti per decisione non unanime l'ex campione WEC ed ex UFC Miguel Torres.
Nel 2013 seguì un'altra notevole vittoria, questa volta per KO alla prima ripresa, contro quel Tyson Nam che nell'incontro precedente stese il campione Bellator Eduardo Dantas.
A quel punto Moraes era considerato il peso gallo più forte dell'organizzazione, e nell'arco dell'anno arrivarono altre due facili vittorie contro Brandon Hempleman e Carson Beebe.
Nel 2014 la WSOF decise di mettere in palio il titolo di categoria, e Moraes fu uno dei due contendenti alla cintura opposto a Josh Rettinghouse (record: 10-2): Moraes dominò l'avversario e divenne il primo campione dei peso gallo WSOF, e venne inserito nei top 10 della divisione di peso da varie testate del settore.
Moraes avrebbe poi dovuto difendere il titolo contro Josh Hill, ma quest'ultimo s'infortunò e, dato il cambio in tarda data, Moraes affrontò Cody Bollinger in un incontro catchweight a 147 libbre e quindi non valido per il titolo: Moraes vinse per sottomissione.
Nel 2015 difende ufficialmente il proprio titolo per la prima volta con una vittoria contro Josh Hill con il punteggio di 49-46 e poi contro Josenaldo Silva.

### UFC
Il 3 giugno 2017 debutta in UFC perdendo per decisione non unanime contro Raphael Assuncao; successivamente, tra il 2017 e il 2019, mette in fila quattro vittorie consecutive (le ultime tre Performance of the Night).
L'8 giugno 2019 affronta Henry Cejudo con in palio il vacante titolo dei pesi gallo, ma viene sconfitto per KO tecnico alla terza ripresa.

## Risultati nelle arti marziali miste
| Risultato | Record | Avversario             | Metodo                                   | Evento                                 | Data              | Round | Tempo | Città                      | Note                                  |
| --------- | ------ | ---------------------- | ---------------------------------------- | -------------------------------------- | ----------------- | ----- | ----- | -------------------------- | ------------------------------------- |
| Sconfitta | 22-8-1 | Rob Font               | KO tecnico (pugni)                       | UFC Fight Night: Thompson vs. Neal     | 19 dicembre 2020  | 1     | 3:47  | Las Vegas, Stati Uniti     |                                       |
| Sconfitta | 22-7-1 | Cory Sandhagen         | KO tecnico (spinning wheel kick e pugni) | UFC Fight Night: Moraes vs. Sandhagen  | 11 ottobre 2020   | 2     | 1:03  | Abu Dhabi, Emirati Arabi   |                                       |
| Vittoria  | 23-6-1 | José Aldo              | Decisione (non unanime)                  | UFC 245: Usman vs. Covington           | 14 dicembre 2019  | 3     | 5:00  | Las Vegas, Stati Uniti     |                                       |
| Sconfitta | 22-6-1 | Henry Cejudo           | KO tecnico (pugni)                       | UFC 238: Cejudo vs. Moraes             | 8 giugno 2019     | 3     | 4:51  | Chicago, Stati Uniti       | Per il titolo dei pesi gallo UFC      |
| Vittoria  | 22-5-1 | Raphael Assunção       | Sottomissione (ghigliottina)             | UFC Fight Night: Assunção vs. Moraes 2 | 2 febbraio 2019   | 1     | 3:17  | Fortaleza, Brasile         | Performance of the Night              |
| Vittoria  | 21-5-1 | Jimmie Rivera          | KO (calcio alla testa e pugni)           | UFC Fight Night: Rivera vs. Moraes     | 1 giugno 2018     | 1     | 0:33  | Utica, Stati Uniti         | Performance of the Night              |
| Vittoria  | 20-5-1 | Aljamain Sterling      | KO (ginocchiata)                         | UFC Fight Night: Swanson vs. Ortega    | 9 dicembre 2017   | 1     | 1:07  | Fresno, Stati Uniti        | Performance of the Night              |
| Vittoria  | 19-5-1 | John Dodson            | Decisione (non unanime)                  | UFC Fight Night: Poirier vs. Pettis    | 11 novembre 2017  | 3     | 5:00  | Norfolk, Stati Uniti       |                                       |
| Sconfitta | 18-5-1 | Raphael Assunção       | Decisione (non unanime)                  | UFC 212: Aldo vs. Holloway             | 3 giugno 2017     | 3     | 5:00  | Rio de Janeiro, Brasile    | Debutto in UFC                        |
| Vittoria  | 18-4-1 | Josenaldo Silva        | KO tecnico (infortunio)                  | WSOF 34: Gaethje vs. Firmino           | 31 dicembre 2016  | 1     | 2:30  | New York, Stati Uniti      | Difende il titolo dei pesi gallo WSOF |
| Vittoria  | 17-4-1 | Josh Hill              | KO (calcio alla testa e pugni)           | WSOF 32: Moraes vs. Hill 2             | 30 luglio 2016    | 2     | 0:38  | Everett, Stati Uniti       | Difende il titolo dei pesi gallo WSOF |
| Vittoria  | 16-4-1 | Joseph Barajas         | KO tecnico (calci alle gambe)            | WSOF 28: Moraes vs. Barajas            | 20 febbraio 2016  | 1     | 1:13  | Garden Grove, Stati Uniti  | Difende il titolo dei pesi gallo WSOF |
| Vittoria  | 15-4-1 | Sheymon Moraes         | Sottomissione (rear-naked choke)         | WSOF 22: Palhares vs. Shields          | 1 agosto 2015     | 3     | 3:46  | Las Vegas, Stati Uniti     | Difende il titolo dei pesi gallo WSOF |
| Vittoria  | 14-4-1 | Josh Hill              | Decisione (unanime)                      | WSOF 18: Moraes vs. Hill               | 12 febbraio 2015  | 5     | 5:00  | Edmonton, Canada           | Difende il titolo dei pesi gallo WSOF |
| Vittoria  | 13–4-1 | Cody Bollinger         | Sottomissione (rear naked choke)         | WSOF 13: Moraes vs. Bollinger          | 13 settembre 2014 | 2     | 1:35  | Bethlehem, Stati Uniti     | Incontro catchweight (147 libbre)     |
| Vittoria  | 12–4-1 | Josh Rettinghouse      | Decisione (unanime)                      | WSOF 9: Carl vs. Palhares              | 29 marzo 2014     | 5     | 5:00  | Las Vegas, Stati Uniti     | Vince il titolo dei pesi gallo WSOF   |
| Vittoria  | 11–4-1 | Carson Beebe           | KO (pugni)                               | WSOF 6: Burkman vs. Carl               | 26 ottobre 2013   | 1     | 0:32  | Coral Gables, Stati Uniti  |                                       |
| Vittoria  | 10–4-1 | Brandon Hempleman      | Decisione (unanime)                      | WSOF 4: Spong vs. DeAnda               | 10 agosto 2013    | 3     | 5:00  | Ontario, Stati Uniti       |                                       |
| Vittoria  | 9–4-1  | Tyson Nam              | KO (calcio alla testa e pugni)           | WSOF 2: Arlovski vs. Johnson           | 23 marzo 2013     | 1     | 2:55  | Atlantic City, Stati Uniti |                                       |
| Vittoria  | 8–4-1  | Miguel Torres          | Decisione (non unanime)                  | WSOF 1: Arlovski vs. Cole              | 12 novembre 2012  | 3     | 5:00  | Las Vegas, Stati Uniti     | Debutto in WSOF                       |
| Vittoria  | 7–4-1  | Jarrod Card            | KO (pugno)                               | XFC 17: Apocalypse                     | 13 aprile 2012    | 1     | 0:47  | Jackson, Stati Uniti       | Passa ai pesi gallo                   |
| Vittoria  | 6–4-1  | Chris Manuel           | Decisione (unanime)                      | XFC 15: Tribute                        | 2 dicembre 2011   | 3     | 5:00  | Tampa, Stati Uniti         |                                       |
| Sconfitta | 5–4-1  | Deividas Taurosevičius | Sottomissione (triangolo di braccio)     | Ring of Combat 38                      | 18 novembre 2011  | 1     | 2:34  | Atlantic City, Stati Uniti | Per il titolo dei pesi piuma ROC      |
| Sconfitta | 5–3-1  | Ralph Acosta           | Sottomissione (rear naked choke)         | World Extreme Fighting 46              | 22 aprile 2011    | 2     | 3:03  | Orlando, Stati Uniti       |                                       |
| Vittoria  | 5–2-1  | Ryan Bixler            | Sottomissione (americana)                | RMMA 20: Clash at the Casino           | 8 aprile 2011     | 1     | 1:44  | New Orleans, Stati Uniti   |                                       |
| Vittoria  | 4–2-1  | Nicolas Joannès        | Sottomissione (rear naked choke)         | Shoot & Sprawl 2                       | 2 ottobre 2010    | 1     | 3:49  | Northampton, Regno Unito   |                                       |
| Parità    | 3–2-1  | Sandro China           | Parità (unanime)                         | Dojo Combat 1                          | 17 aprile 2010    | 3     | 5:00  | Juiz de Fora, Brasile      |                                       |
| Vittoria  | 3–2    | André Rouberte         | KO Tecnico (pugni)                       | Shooto: Brazil 10                      | 17 gennaio 2009   | 1     | 3:35  | Barra da Tijuca, Brasile   |                                       |
| Sconfitta | 2–2    | Zeilton Rodrigues      | KO Tecnico (pugni)                       | Shooto: Brazil 7                       | 28 giugno 2008    | 1     | 1:45  | Rio de Janeiro, Brasile    |                                       |
| Sconfitta | 2–1    | Alexandre Pinheiro     | KO Tecnico (pugni)                       | Shooto: Brazil 6                       | 19 aprile 2008    | 1     | 2:58  | Rio de Janeiro, Brasile    |                                       |
| Vittoria  | 2–0    | Jose Lucas de Melo     | KO tecnico (pugni)                       | MMA Sports Combat 2                    | 15 marzo 2008     | 1     | N/A   | Rio das Ostras, Brasile    |                                       |
| Vittoria  | 1–0    | Bruno Santana          | Decisione (non unanime)                  | Desafio: Brazil Fight Center 2         | 14 aprile 2007    | 1     | N/A   | Rio de Janeiro, Brasile    |                                       |